# راه باستانی تنگ گاشمار
راه باستانی تنگ گاشمار در شهرستان دلفان، روستای میریگ جنوبی، محله تنگ گاشمار واقع شده و این اثر در تاریخ ۲۳ شهریور ۱۳۸۲ با شمارهٔ ثبت ۱۰۰۱۶ به‌عنوان یکی از آثار ملی ایران به ثبت رسیده است.

## معنی کلمهٔ گاشمار[۲]
گاشمار از دو کلمه گاو و شمار تشکیل شده که بنا بر روایات محلی به واسطه اینکه گاوها در زمان‌های قدیم به صورت تک تک از این تنگه عبور می‌کردند به تنگ گاو شمار مشهور شده است.
بومی‌های منطقه همچنین از این راه به اسم گوری راه کبری نام برده‌اند اما نام منطقه و روستایی بنام گنجره موید این مطلب است که در روزگاران قدیم نام دیگر این راه گنج ره بوده است.
این راه که در۴۵ کیلومتری جنوب غربی نورآباد مرکز شهرستان دلفان و در روستای گنجره (دهستان میربگ جنوبی) واقع شده در نقشه‌های جفرافیا از آن با نام تنگه گاوشمار محل ساخت سد گاشمار یاد می‌کنند.

## پیشینه[۳][۴]
این راه یکی از محورهای ارتباطی باستانی ایران است و بخشی از راه شاهی معروف بین همدان و شوش بوده که در گذشته‌های دور ارتباط دو پایتخت زمستانی و تابستانی هخامنشیان را میسر می‌کرد.
نقطه شروع این راه از طریق دره گنجنامه همدان شروع و پس از گذر از دشت تویسرکان - نهاوند و دلفان از طریق تنگ گاشمار به کوهدشت - پلدختر و سرانجام به دشت خوزستان می‌رسد.
این راه باستانی با استفاده از قلوه سنگ‌های رودخانه‌ای و ملاط گچ و احتمالاً درصدی آهک ساخته شده و با استفاده از سنگ‌های پاکتراش تیره نماسازی شده است.
طول دقیق این جاده با توجه به تخریب بخشی از آن بر اثر سیلاب مشخص نبست ولی با توجه به شواهد موجود طول آن در این منطقه۶۰۰ متر بوده که اکنون حدود ۴۰۰ متر باقی است، عرض این راه نیز بین چهار تا هفت متر است که بنا به موقعیت تنگه تغییر کرده است